# Особняк Нахимова
Особняк Л. Б. Нахимова — городская усадьба построенная архитектором Е. И. Дескубесом для предпринимателя нефтепромышленника Нахимова в 1915—1916 годах. Здание в стиле модерн было возведено в центре Грозного.

## Описание
Бывший памятник архитектуры в центральной части Грозного двухэтажный особняк с цокольным этажом с витражами на пересечении улицы имени Александра Полежаева с улицей имени Сайпуддина Лорсанова.  К особняку Нахимова примыкали двухэтажное здание конюшен миллионера, в котором при советской власти разместилось Статуправление, и небольшой скверик.
Весной 1916 года Л. Б. Нахимов, грозненский нефтепромышленник, отметил новоселье в отстроенном особняке. Он был возведён по плану архитектора Е. И. Дескубеса в модном в то время стиле модерн. В двух этажах дома были расположены двадцать шесть комнат: танцевальный зал, большой зимний сад, бильярдная, парадная лестница и т. д..

## История
Л. Б. Нахимов до революции владел нефтеперегонным заводом «Польза» в Грозном. Октябрьская революция 1917 года заставила его покинуть страну. Особняк занял Грозненский Совет депутатов, который размещался там до декабря 1919 года. Затем большевики под натиском вооружённых сил юга России (ВСЮР) оставили город, а в бывшем здании особняка сразу же расположилась контрразведка ВСЮР. В марте 1920 года белогвардейцы были разгромлены, и особняк был занят Грозненским революционным комитетом. На фасаде особняка были закреплены мемориальные доски. С его балкона 3 апреля 1920 года известные революционеры Серго Орджоникидзе и Сергей Киров встречали парад отрядов красных партизан, отвоевавших город.
В этом здании в 1917—1918 годах на партийных встречах Грозненского совета депутатов бывали предводители местных красноармейцев: Николай Гикало, Асланбек Шерипов, революционеры Николай Анисимов, Алексей Костерин и другие. Некоторые сцены фильма о революции на Кавказе «Приходи свободным» (середина 1980-х годов; в фильме снимались артисты Дмитрий Золотухин, Алёна Бондарчук, Николай Олялин, Александр Фатюшин) снимались в здании особняка, который до его разрушения в 1995—1996 годах в обиходе назывался «нахимовским». В 1921 году здание было передано трудящимся, в нём находился Дворец труда, а с 1960-х годов — Чечено-Ингушский областной совет профсоюзов.

## Интересный факт
С этим зданием связана ещё одна история. В газете «Советская культура» за 1979 год появилась статья под заголовком «Инюрколлегия разыскивает». В ней сообщалось, что пришло письмо из Лондона от нефтепромышленника Л. Б. Нахимова, который заявил, что до 1917 года он жил в Грозном. Революция заставила его выехать. Причем ему пришлось сделать это так быстро, что он даже не успел взять с собой свои драгоценности. Закопав их в дубовый ящик, он ночью спрятал его в подвале дома и бежал за границу. Спустя время просит найти спрятанные им сокровища. К письму был приложен список закопанных ценностей. В нём упоминались бриллианты общим весом около пятисот каратов, нитки розового и жёлтого жемчуга, серьги и кольца с бриллиантами, золото и серебряная чайная посуда, золотые монеты и многое другое. Инюрколлегия приняла дело к сведению, но клада не обнаружила.